# Корбій-дін-Вале
Корбій-дін-Вале (рум. Corbii din Vale) — село у повіті Вилча в Румунії. Входить до складу комуни Ніколає-Белческу.
Село розташоване на відстані 143 км на північний захід від Бухареста, 14 км на південний схід від Римніку-Вилчі, 90 км на північний схід від Крайови, 116 км на південний захід від Брашова.

## Населення
За даними перепису населення 2002 року у селі проживали 366 осіб, усі — румуни. Усі жителі села рідною мовою назвали румунську.